# Xã Benton, Quận Crawford, Missouri
Xã Benton (tiếng Anh: Benton Township) là một xã thuộc quận Crawford, tiểu bang Missouri, Hoa Kỳ. Năm 2010, dân số của xã này là 6.283 người.